# Philadelphia (film)
Philadelphia è un film del 1993 diretto da Jonathan Demme. Fu una delle prime grandi produzioni cinematografiche a trattare in maniera esplicita il tema dell'AIDS, malattia che raggiunse il culmine della sua drammaticità negli anni novanta (soprattutto con la morte del cantautore dei Queen Freddie Mercury), e trae vaga ispirazione da vicende accadute anni prima a Boston.
Il protagonista Andrew Beckett, interpretato da Tom Hanks, è stato inserito al 49º posto fra gli eroi nella lista dell'American Film Institute Top 100 Heroes and Villains.

## Trama
Filadelfia. Andrew Beckett e Joseph Miller sono due avvocati: il primo è un brillante e preparato associato, benvoluto dai soci di uno fra i più prestigiosi studi legali cittadini, il Wyant & Wheeler; il secondo si arrabatta con piccole cause di risarcimento danni, che non gli consentono particolari sbocchi di carriera. Andy è gay e convive da anni col suo compagno Miguel; Joe invece è sposato con Lisa e ha da poco avuto una bambina, Larice.
I due, che si conoscono solo di fama, si fronteggiano in tribunale nella causa relativa all'impresa di ristrutturazione Kendall, che vede prevalere Andy. Quella stessa sera i soci dello studio legale affidano ad Andy il patrocinio della società Highline nell'importante causa contro la Sander System. Durante l'incontro però uno dei soci nota una papula di sarcoma di Kaposi sulla fronte di Andy e, memore di un caso precedente, riconosce la lesione come segno dell'AIDS.
Nei giorni successivi Andy si impegna strenuamente nella causa, nonostante le sue condizioni di salute incomincino a peggiorare e gli sia sempre più difficile nascondere le lesioni cutanee causate dall'AIDS, ma i soci, non tollerando la presenza nel loro studio di un omosessuale, per di più affetto da una malattia all'epoca mortale e inguaribile, simulano un licenziamento "per giusta causa".
Andy comprende tristemente la reale ragione del suo licenziamento e decide di citare in giudizio i suoi ex datori di lavoro per discriminazione, con l'appoggio della sua famiglia, che ha accettato da sempre la sua omosessualità e la sua malattia. Dopo che ben nove avvocati gli negano il patrocinio, si rivolge a Joe Miller che, inizialmente riluttante, accetta il caso, sfidando i pregiudizi sociali e suoi personali nei confronti dei gay e dell'AIDS.
Durante la fase finale del processo, Andy ha un grave malore. Ricoverato in fin di vita, circondato dall'affetto dei suoi familiari e di Miguel, muore pochi giorni dopo il verdetto di primo grado, che gli riconosce la discriminazione e un risarcimento per danni di quattro milioni e mezzo di dollari, premiando anche il lavoro del suo collega e ormai amico Joe.

## Produzione
Le riprese del film incominciarono il 20 ottobre 1992 e si conclusero il 4 febbraio 1993. Il budget di produzione del film è stato di 26 milioni di dollari.
Tom Hanks dovette perdere 14 chili per apparire adeguatamente sciupato nelle scene in tribunale; per questo motivo il film è stato girato in sequenza cronologica. Per il ruolo furono originariamente interpellati anche Daniel Day-Lewis, Michael Keaton e Andy García.
I malati di AIDS che si vedono nel film sono persone realmente malate, e molti di loro morirono pochi mesi dopo la fine delle riprese.

## Colonna sonora
Uno degli elementi portanti del film, accanto alle interpretazioni del pluripremiato Tom Hanks e di Denzel Washington, è la musica, che sostiene quasi tutte le scene principali: alla colonna sonora composta da Howard Shore, si affiancano i brani Streets of Philadelphia all'inizio del film e Philadelphia nel finale, i cui autori Bruce Springsteen e Neil Young ottennero rispettivamente il premio Oscar alla migliore canzone e una nomination per il medesimo riconoscimento. Inoltre, in una scena toccante, Andy ascolta, e fa ascoltare all'amico Joe, l'aria La mamma morta, da Andrea Chénier di Umberto Giordano, cantata da Maria Callas. L'album della colonna sonora ufficiale del film raggiunse il 2º posto della classifica italiana, risultando l'11º disco più venduto in Italia nel 1994.

## Distribuzione

### Data di uscita
Il film venne distribuito in varie nazioni, fra cui:
- Stati Uniti d'America, 22 dicembre 1993 (Distribuzione limitata)
- Stati Uniti d'America, 14 gennaio 1994 (Wide release)
- Germania, 15 febbraio 1994
- Regno Unito, 25 febbraio 1994
- Portogallo, 25 febbraio 1994
- Australia, 3 marzo 1994
- Brasile, 4 marzo 1994
- Irlanda, 4 marzo 1994
- Italia, 4 marzo 1994
- Francia, 9 marzo 1994
- Argentina, 10 marzo 1994
- Danimarca, 11 marzo 1994
- Spagna, 11 marzo 1994
- Finlandia, 11 marzo 1994
- Paesi Bassi, 17 marzo 1994
- Svezia, 18 marzo 1994
- Ungheria, 24 marzo 1994
- Corea del Sud, 26 marzo 1994
- Giappone, 23 aprile 1994
- Filippine, 9 giugno 1994
- Estonia, 4 novembre 1994

## Accoglienza

### Incassi
La pellicola venne presentata in un numero limitato di sale statunitensi il 22 dicembre 1993, prima di ottenere una distribuzione nazionale il 14 gennaio 1994. Nel suo week-end di apertura salì in cima al botteghino con un incasso di 13817010 $ Complessivamente guadagnò 77446440 $ in Nord America e 129232000 $ nel resto del mondo, per una somma totale di 206678440 $..

### Critica
Il film fu accolto con critiche positive. Il sito Rotten Tomatoes gli ha dato una valutazione pari a 79% basandosi su 52 recensioni, con un punteggio medio di 6,6/10. Il consenso recita: «Philadelphia indulge in alcuni sfortunati cliché nel tentativo di trasmettere un messaggio significativo, ma il suo cast stellare e la regia delicata sono più che sufficienti per compensare» Su Metacritic ha invece un punteggio di 66 basato su 21 recensioni..
Roger Ebert lo definì «a modo suo un bel film. E per gli spettatori che nutrono diffidenza verso l'AIDS, ma apprezzano star come Tom Hanks e Denzel Washington, può aiutare ad ampliare la comprensione della malattia. È rivoluzionario come Indovina chi viene a cena? (1967), il primo film importante su una storia d'amore interrazziale; si serve della chimica di star popolari in un genere affidabile per eludere ciò che potrebbe apparire polemico».

## Riconoscimenti
- 1994 - Premio Oscar
  - Miglior attore protagonista a Tom Hanks
  - Miglior canzone (Streets of Philadelphia) a Bruce Springsteen
  - Candidatura Migliore sceneggiatura originale a Ron Nyswaner
  - Candidatura Miglior trucco a Carl Fullerton e Alan d'Angerio
  - Candidatura Miglior canzone (Philadelphia) a Neil Young
- 1994 - Golden Globe
  - Miglior attore in un film drammatico a Tom Hanks
  - Miglior canzone (Streets of Philadelphia) a Bruce Springsteen
  - Candidatura Migliore sceneggiatura a Ron Nyswaner
- 1995 - Premio BAFTA
  - Candidatura Migliore sceneggiatura originale a Ron Nyswaner
- 1993 - Chicago Film Critics Association Award
  - Candidatura Migliore regia a Jonathan Demme
  - Candidatura Miglior attore protagonista a Tom Hanks
- 1995 - Grammy Award
  - Miglior canzone (Streets of Philadelphia) a Bruce Springsteen
- 1994 - MTV Movie Award
  - Migliore performance maschile a Tom Hanks
  - Candidatura Miglior film
  - Candidatura Miglior coppia a Tom Hanks e Denzel Washington
  - Candidatura Miglior canzone (Streets of Philadelphia) a Bruce Springsteen
- 1993 - National Board of Review Award
  - Migliori dieci film
- 1994 - Festival internazionale del cinema di Berlino
  - Orso d'Argento per il miglior attore a Tom Hanks
  - Candidatura Orso d'Oro a Jonathan Demme
- 1994 - GLAAD Media Award
  - Miglior film
- 1995 - ASCAP Award
  - Miglior canzone (Streets of Philadelphia) a Bruce Springsteen
  - Top Box Office Films a Howard Shore
- 1994 - Artios Award
  - Candidatura Miglior casting per un film drammatico a Howard Feuer
- 1994 - WGA Award
  - Candidatura Miglior sceneggiatura originale a Ron Nyswaner
- 1994 - Dallas-Fort Worth Film Critics Association Award
  - Candidatura Miglior attore protagonista a Tom Hanks
- 1994 - Golden Screen
  - Golden Screen Award
- 1994 - Political Film Society
  - Candidatura Premio per i Diritti Umani
- 1993 - Utah Film Critics Association Awards
  - Miglior attore protagonista a Tom Hanks